# Oncidium raniferum var. album
{{Wikispecies|Oncidi
Oncidium raniferum var. album é uma pequena espécie de difícil cultura. Pseudobulbos curtos e afunilados de 5 centímetros de altura densamente sulcados, de cor verde pintalgados de marrom, portando duas folhas estreitas e sulcadas de 10 centímetros de comprimento. Inflorescências mimosas, com quinze a vinte flores. Flor de 1 centímetro de diâmetro, de cor branca e destacada calo de cor amarela na sua parte central. 
Floresce no verão.